# Покровский, Аркадий Михайлович
Арка́дий Миха́йлович Покро́вский (15 января 1869, Любытино, Новгородская губерния — 1941, Новгород) — русский советский композитор, дирижёр, музыкальный педагог.

## Биография
Родился в семье священника.
Учился в Боровичском духовном училище. Выпускник (1891) и преподаватель Новгородской духовной семинарии.
В 1893 году окончил регентский класс Придворной певческой капеллы и на протяжении долгих лет, с 1894 г. по 1912 г., руководил архиерейским хором Софийского собора.
А. М. Покровский — автор хоровых сочинений (светские и церковные песнопения), нескольких десятков брошюр о древнерусской музыке, семиографии, вокальной педагогике.
В 1910—1914 годах был издателем музыкально-литературного журнала «Гусельки яровчаты», где печатались статьи по истории музыки, музыкальные произведения и провинциальная хроника. А. М. Покровский вёл переписку с издателем «Русской музыкальной газеты», Н. Ф. Финдейзеном, и некоторое время был новгородским корреспондентом издания.
В 1920—1921 годах он продолжал заниматься хоровым искусством в качестве заведующего музыкальной секцией Новгородского УОНО и руководителя певческого кружка. Оставшись без работы ок. 1927 г., но являясь к тому времени одним из старейших членов Новгородского общества любителей древностей, А. М. Покровский продолжал активное участие в его деятельности.
По неподтверждённым сведениям, Аркадий Михайлович погиб во время бомбёжки Новгорода в августе 1941 года.

## Сочинения
- Азбука крюкового пения. Объяснение главнейших начертаний древнего русского безлинейного нотописания. Архивная копия от 30 января 2017 на Wayback Machine — М.: Синод. тип., 1901.
- Покровский А. М. О музыкальном значении звонниц // Музыка колоколов: Сборник исследований и материалов (серия «Традиционная инструментальная музыка Европы и Азии»), вып. 2 / Отв. ред. и сост. А. Б. Никаноров. — СПб.: Российский институт истории искусств, 1999. — С. 220. — ISBN 5-86845-019-1